# Савенков, Константин Сергеевич
Константин Сергеевич Савенков (род. 25 марта 1990, Усть-Каменогорск, Казахская ССР) — казахстанский хоккеист, нападающий хоккейного клуба Алматы.

## Биография
Воспитанник усть-каменогорского хоккея. Основная часть карьеры проведена в Усть-Каменогорске в составе «Казцинк-Торпедо». Выступал за молодёжные сборные Казахстана на чемпионатах мира. На чемпионате мира 2012 года провел 3 игры.
В 48 матчах регулярного чемпионата Казахстана он набрал 33 (12+21) очка, в 11 играх плей-офф записал в актив 4 (1+3) очка.
В 2012 году Защищал цвета сборной Казахстана на чемпионатах мира в Хельсинки и Будапеште, а также на олимпийском квалификационном турнире в Риге.
В сезоне 2013—2014 на хоккейном турнире зимней Универсиаде в Канаде стал призёром «серебряной медали».
В сезоне 2015—2016 участвовал в Международном турнире «Еврочеллендж».
В 2017 году принимал участие в Зимних Азиатских играх, где стал серебряным призёром.
В составе сборной Казахстана по хоккею одержал победу над командой Китая на зимних Азиатских играх, проходящих в Саппоро.
В сезоне 2017—2018 перешел в систему «Барыс». Всего в КХЛ он провёл 5 игр и отметился результативной передачей.
В сезоне 2018—2019 стал обладателем Континентального кубка вместе с хоккейным клубом Арлан.